# Cabarruyan

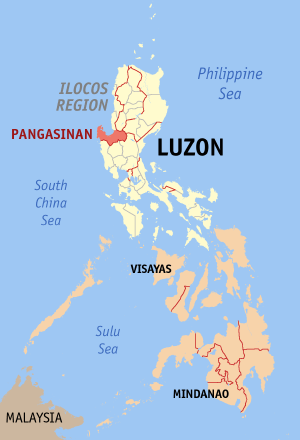

Cabarruyan of Anda is een eiland in de Filipijnse provincie Pangasinan en onderdeel van de Luzon-eilandengroep. Het eiland maakt deel uit van de gemeente Anda

## Geografie

### Bestuurlijke indeling
Cabarruyan is maakte deel uit van de gemeente Anda in de provincie Pangasinan. Het eiland is onderverdeeld in de volgende 17 barangays:
| - Awile - Awag - Batiarao - Cabungan - Carot - Dolaoan - Imbo - Macaleeng - Macandocandong | - Mal-ong - Namagbagan - Poblacion - Roxas - Sablig - San Jose - Tondol - Toritori |

### Klimaat

#### Temperatuur
De gemiddelde temperatuur op door het jaar heen Anda is 27,5 graden. De warmste maanden zijn van april tot juli, met een gemiddelde temperatuur van 29,9 °C, terwijl de koelste maanden van december, januari en februari zijn. De gemiddelde temperatuur is in die periode 26.3 °C.

#### Regenval
Qua regenval is Anda in te delen in klimaattype I, met twee duidelijk te onderscheiden seizoenen. De droge periode van november tot april en nat de rest van het jaar. De natste periode is van juli tot september terwijl de droogste periode van december tot maart is. Gemiddeld valt op Anda 170,3 millimeter regen per maand.